# Wolfskinderen

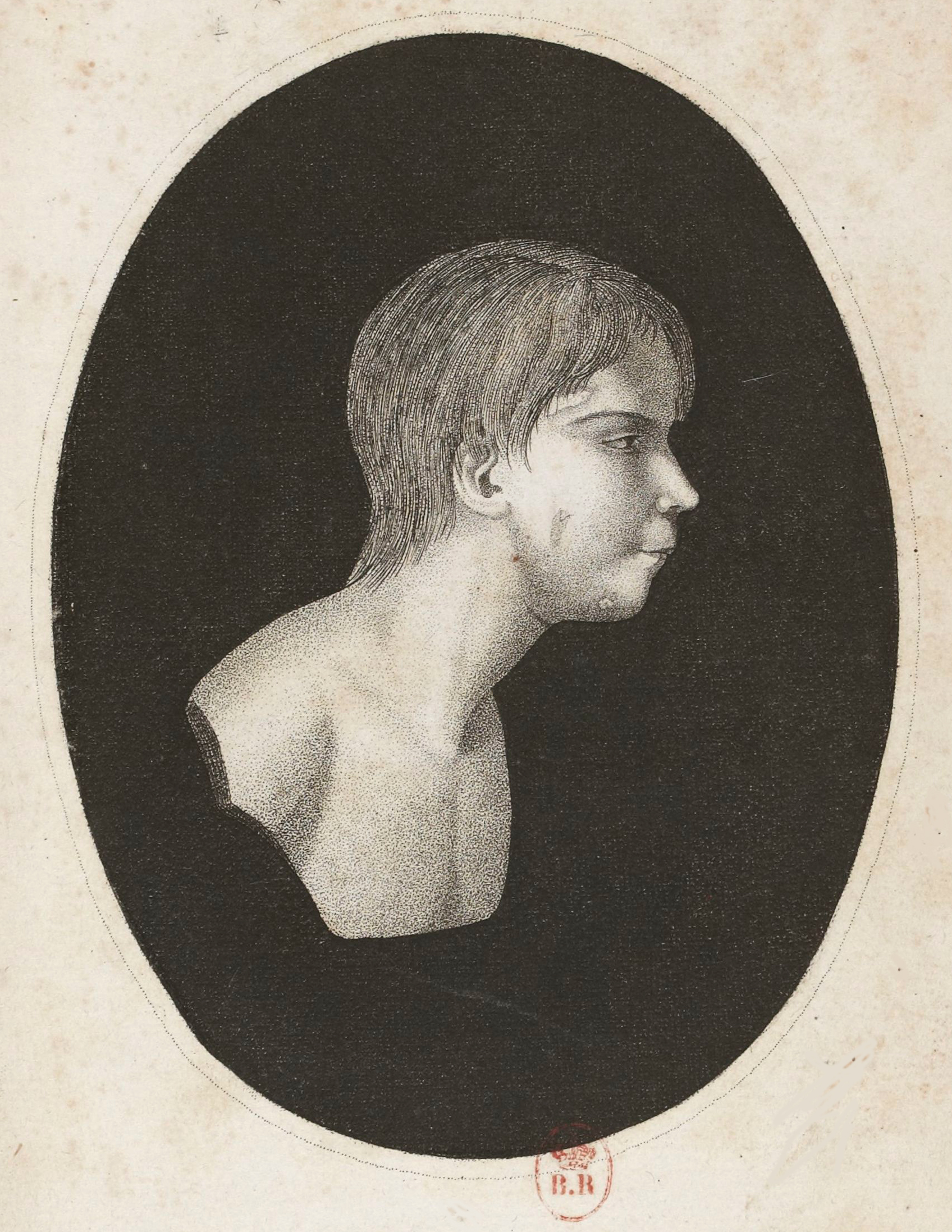
Victor van Aveyron, in 1797 gevonden wolfskind, gravure uit 1801

Wolfskinderen of wilde kinderen (Engels: feral children) zijn kinderen die van jongs af aan zonder menselijk contact zijn opgegroeid en dientengevolge nauwelijks of geen kennis hebben van menselijk gedrag en taal. Het gebeurt slechts zeer zelden dat er een wild kind wordt ontdekt. In de afgelopen eeuwen zijn zo'n honderd gevallen gedocumenteerd.
Een kind kan een wolfskind worden door in de jeugd door de ouders verlaten te worden (al dan niet opzettelijk), maar het komt ook voor dat ouders een kind volledig afgezonderd laten opgroeien. In dit laatste geval komen ook vaak andere (fysieke) vormen van kindermishandeling voor.
Voor de wetenschap zijn verwilderde kinderen interessant, omdat ze inzicht verschaffen in de ontwikkeling van taal en van sociale vaardigheden bij jonge kinderen. Dat is bijvoorbeeld het geval bij het bekende taalexperiment van farao Psammetichus I, zie hieronder.
Volgens de moderne ethiek is het immoreel een kind opzettelijk zo te laten opgroeien, zodat de wetenschap zich moet beperken tot toevallig gevonden wolfskinderen.
Wolfskinderen worden in romans en films vaak voorgesteld als mensen die in staat zijn zich later redelijk te handhaven in de menselijke maatschappij, maar in werkelijkheid hebben wilde kinderen een zeer moeilijk te overbruggen cognitieve en sociale achterstand.

## Soorten wolfskinderen
Wolfskinderen kunnen in vier categorieën ingedeeld worden: wolfskinderen alleen in het wild, wolfskinderen tussen dieren, wolfskinderen in isolement en de meest voorkomende, maar niet altijd erkende, moderne wolfskinderen.
Een wolfskind alleen in het wild heeft de kleinste kans op overleving, dit kind is geheel op zichzelf aangewezen en is, afhankelijk van het gebied waar het kind leeft, een gemakkelijke prooi voor roofdieren. Deze kinderen komen vrijwel allemaal pas na het zevende levensjaar in het wild terecht, wanneer zij al kunnen lopen en zich bewust waren van de behoefte naar voedsel. Deze kinderen konden vaak wel praten maar verleerden de taal doordat ze die nooit gebruikten en dus niet verder ontwikkelden. Vaak herinneren deze kinderen zich slechts enkele woorden wanneer ze worden teruggevonden, zij kunnen soms nog redelijk een taal leren beheersen.
Wolfskinderen die opgroeien tussen dieren zijn over het algemeen jonger wanneer ze bij de dieren terechtkomen. Op jongere leeftijd worden ze minder snel gezien als bedreiging en zullen soms worden opgenomen door een groep dieren, hoewel meestal blijkt dat de kinderen niet met, maar bij de dieren leefden. Ze werden getolereerd en kregen restjes eten, waardoor ze konden overleven. Deze wolfskinderen hebben een redelijk besef van sociaal gedrag, dieren onderling hebben vaak een duidelijke hiërarchie, het kind leert wie welke rol speelt in de groep en hoe daarmee omgegaan moet worden. Wanneer een wolfskind daadwerkelijk wordt opgenomen door een groep dieren zal het kind ook (moeder)liefde kunnen herkennen.
Wanneer een kind in isolement zit, zoals Sujit Kumar, de jongen die in een kippenhok werd opgesloten, kan het kind ook veranderen in een wolfskind. Door een gebrek aan socialisatie zal het kind weinig of niet kunnen praten. Wolfskinderen in isolement zijn vrijwel altijd een gevolg van mishandeling, de ouders willen het kind niet, maar geven het ook niet weg. Deze wolfskinderen hebben een redelijke kans op het terugveranderen naar een normaal kind, zij horen af en toe een menselijke stem of zien een menselijke expressie, waardoor het kind emotie, hoewel gebrekkig, leert herkennen.
De controversieelste vorm van wolfskinderen is het moderne wolfskind. Deze wolfskinderen zijn ook het gevolg van mishandeling of nalatigheid, deze kinderen worden door hun ouders vaak aan hun lot overgelaten. Deze soort is zo controversieel omdat het niet lijkt op de andere gevallen, vaak wonen deze kinderen in een stad, maar raken vervreemd van hun omgeving.
Bij wolfskinderen alleen in het wild, wolfskinderen in isolement en moderne wolfskinderen hoeft er geen interactie met dieren plaats te vinden, de term ‘wolfskinderen’ is dan ook voor deze gevallen niet letterlijk op te vatten. Wanneer er geen contact is tussen het kind en dieren spreken we vaak van wilde of vervreemde kinderen.

## Ontwikkeling van wolfskinderen
Een van de meest onderzochte aspecten van wolfskinderen is hun ontwikkeling, van de taal, maar ook van lichaam en gedrag. Deze onderdelen zijn zo interessant omdat het meer kan vertellen over de aard van mensen, wat is aangeboren is of juist aangeleerd: het nature-nurture-debat in de psychologie.
Al vanaf 1600 worden wolfskinderen geobserveerd, en vanaf 1724, het jaar dat Peter, een Duits wolfskind, werd gevonden gedocumenteerd. De vondst van Peter was zo bijzonder dat koning George I van Engeland hem in 1726 over liet komen om onderzocht en onderwezen te worden in de hoop dat hij hen meer zou kunnen vertellen over zijn leven en hoe hij opgroeide. Deze poging werd niet veel later vruchteloos bevonden, Peter kon slechts enkele klanken nabootsen, voornamelijk namen van mensen met wie hij veel contact had, maar hij kon geen antwoord geven op een vraag of een zin vormen.
In die tijd werd een jongen als Peter dom bevonden, “hij was te dom om iets te leren” aldus Professor Zingg, een professor die Peter bestudeerde, nadat deze was weggegeven door koning George I. Deskundigen van vandaag de dag zijn het niet met zijn stelling eens, de kennis van toen over ontwikkeling van spraak en taal was niet toereikend. Zo weten we nu dat sociale contacten en menselijke communicatie tussen het 1e en 4e jaar essentieel zijn voor taalontwikkeling. In deze periode zijn mensen het meest vatbaar voor taal en voor het leren van klanken door ze na te bootsen. Wanneer deze communicatie gebrekkig of niet aanwezig is, zal het kind geen menselijke, maar slechts door ons niet begrepen klanken uitstoten, in het geval van een wolfskind, wellicht wel door omringende dieren.
Logopedisten (taal- en spraakkundigen) die de kans hebben gehad om met een willekeurig wolfskind te werken, kwamen nagenoeg allen uit op dezelfde conclusie, de niet-geleerde klanken konden later in het leven niet alsnog worden aangeleerd, de enige mogelijkheid tot spraak was de geleerde klanken als woorden te laten klinken. Denk hierbij aan het nabootstalent van een papegaai: woorden kunnen klinken als de onze, maar een gesprek zul je nooit kunnen voeren.
Buiten de ontwikkeling van taal is de sociale, emotionele en geestelijke ontwikkeling ook belangrijk. Wolfskinderen zijn in het algemeen geen wolfskind geworden uit keuze, het is vaak een gevolg van mishandeling of in de steek gelaten worden. De bekende wolfskinderen hadden dan het geluk dat ze eten en drinken konden vinden en zo in leven blijven. Deze kinderen zijn vaak niet sociaal, tenzij er sprake is van een binnenshuis opgesloten wolfskind. Deze kinderen leefden vaak met dieren en leerden dus wel enige sociale contacten en bezigheden.
Emotionele en geestelijke ontwikkeling blijkt nog moeilijker. Van wolfskinderen is bekend dat zij zelden of nooit emotie, behalve verdriet, vertonen. Zo zag bijvoorbeeld nooit iemand Peter lachen, maar ze hebben hem wel treurnis zien uiten. In zeldzame gevallen is het vermogen tot het tonen van emotie wel aanwezig, maar is erg moeilijk te zien. Deze kinderen hebben zelden gezichten met een emotie gezien en kunnen ze hierdoor bijna niet nabootsen.
Hun lichamelijke ontwikkeling laat ons iets zien over het wolfskind en hoe het geleefd heeft, zo zal bijna elk wolfskind wel rechtop kunnen lopen, maar zich voornamelijk op handen en voeten voortbewegen, omdat dit hun gewoonte is. Deze motorische ontwikkelingen zijn als uitzondering op de geestelijke en spraakontwikkelingen grotendeels omkeerbaar, het kind zou geleerd kunnen worden om te lopen en zitten als ieder ander mens.

## Fictieve wolfskinderen
- Romulus en Remus, opgevoed door wolven
- Mowgli uit The Jungle Book van Rudyard Kipling
- Tarzan, bij apen opgegroeide romanheld van Edgar Rice Burroughs
- Alice uit Alice, het wolvenmeisje van Kristin Hannah
- Nell, de hoofdpersoon uit de gelijknamige film met Jodie Foster.
- Uoni, hoofdpersoon uit jeugdboekenreeks van Leo Wied.

## Verwilderde kinderen
- Herodotos beschrijft dat farao Psammetichus I twee kinderen afgezonderd liet opgroeien om te weten te komen wat het natuurlijke gedrag is van mensen, en in het bijzonder welke taal ze dan spreken.
- Anna Maria Jennaert, in 1717 ontdekt bij Zwolle, afkomstig uit Antwerpen.
- Victor van Aveyron (1797). Jean Marc Gaspard Itard, "De wilde jongen uit de Aveyron", ISBN 9789491728129, Trophonios Publishing 2015. In 1969 verfilmd door François Truffaut als L'Enfant sauvage.
- Genie, ontdekt in 1970 in Los Angeles. 13 jaar lang opgesloten in een kamer. Verfilmd door Harry Bromley Davenport als Mockingbird don't sing.
- Bhaskar, in 1976 als ongeveer achtjarige in een hol in gezelschap van welpen gevonden in de Indiase deelstaat Uttar Pradesh en in 1985 overleden in een tehuis van de Missionarissen van Naastenliefde. Hij werd vaak Ramu genoemd, naar een vergelijkbare vondeling uit 1954, die naakt en grommend in een trein aldaar was aangetroffen, maar mogelijk zwakbegaafd was en achtergelaten door familie.[2][3]
- Oksana Malaja, Oekraïne, jaren 90. In een hondenhok opgevoed door honden tot ze acht was.
- Andrei Tolstyk, grootgebracht door een waakhond in Siberië. Ontdekt in 2004 op zevenjarige leeftijd.
- Sujit Kumar uit Fiji, heeft zijn jeugd doorgebracht in een kippenhok.
- John Ssebunya, in 1994 gevonden in het Bombo-bos, zo'n 100 kilometer ten noorden van Kampala, Oeganda; hij moet jaren in het bos hebben geleefd samen met een troep Vervet-apen.
- Rochom P'ngieng, 2007; Cambodja.
- Vogeljongen, Wolgograd (2008). Vanya Yudin, een zevenjarig jongetje wordt door welzijnswerkers gevonden in een kamer vol kooien met vogels. De jongen communiceert door te tsjilpen en met zijn armen te wapperen. Zijn moeder heeft nooit tegen hem gesproken, maar heeft hem ook niet lichamelijk mishandeld of laten verhongeren.
- In 2009 werd in Chita (Siberië) een hondenmeisje uithuisgeplaatst, zij werd volkomen genegeerd. Het meisje trok op met de honden en katten in huis, ze kan niet praten en communiceerde alleen met de honden.[4]

## Wolfskinderen Oost-Pruisen
De naam Wolfskinderen werd gegeven aan kinderen uit Oost-Pruisen die aan het einde van de Tweede Wereldoorlog hun ouders verloren en die daarna jarenlang in de bossen moesten zien te overleven. De Wolfskinderen waren Oost-Pruisische kinderen die met hun ouders en grootouders, vaak ontheemde Duitse boeren, overrompeld werden door het Russische front. Moeders, grootmoeders en zussen werden vaak onderweg verkracht. In 1945 brachten deze kinderen het grootste deel van hun tijd door in Oost-Pruisen en vonden soms iets te eten in de verlaten boerderijen, zoals conserven, aardappelschillen of raapschillen. 

Toen de druk van de bezettingstroepen toenam en het voedsel schaarser werd, weken de kinderen uit naar Litouwen via de Memel. Kinderen jonger dan elf jaar die door de bezettingstroepen werden opgepakt, werden in kampen geïnterneerd en moesten daar onder de meest ongunstige omstandigheden werken. Later werden sommigen van hen naar Kyritz in de Sovjetbezettingszone (later de DDR) gestuurd. Ook waren er deportaties naar Siberische kampen. Het was over het algemeen niet mogelijk om vanuit Oost-Pruisen naar Duitsland te vluchten, omdat de Duitse gebieden die door de Russen en Polen waren veroverd, gescheiden waren door nieuw getrokken en bewaakte grenzen.

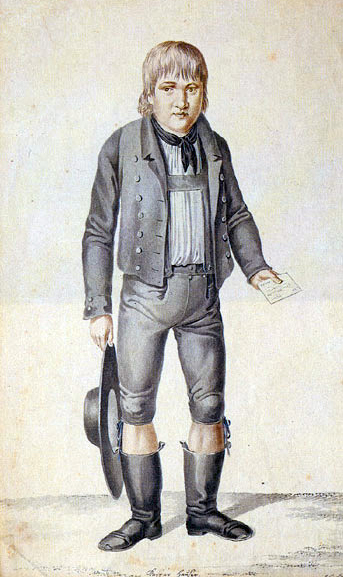
Kaspar Hauser

De Litouwers beschermden de Duitse kinderen tegen de bezetters. In het begin verwachtten ze dat hun verblijf hier maar tijdelijk zou zijn, maar later, geholpen door Litouwse patriottische burgemeesters, gaven ze de Duitse kinderen Litouwse identiteiten. De Duitse kinderen mochten voor hun eigen veiligheid geen Duits spreken of op de Duitse taal reageren en moesten alleen nog Litouws spreken. Ze gingen helemaal niet of maar kort naar school met grote gevolgen voor de rest van hun leven.

## Wolfskind-hoaxen
- Kaspar Hauser (begin 19e eeuw) veroorzaakte een stortvloed aan berichten en discussies, maar alles wijst erop dat hij een bedrieger was. Onder andere verfilmd door Werner Herzog als Jeder für sich und Gott gegen alle.
- Kamala en Amala, meisjes van 4 en 1, zogenaamd opgegroeid bij wolven. 'Ontdekt' in 1920 in de buurt van Calcutta.[6]